# EuroHockey Club Champions Cup (Herren, Feld)
Der EuroHockey Club Champions Cup (Herren-Feld) war ein von der European Hockey Federation (EHF) zwischen 1974 und 2007 ausgetragener Europapokal-Wettbewerb, in dem die Herren-Feldhockeymeister Europas startberechtigt waren. Im Gegensatz zu einigen Europapokalwettbewerben mancher anderer Sportarten wurde der bereits seit 1969 inoffiziell eingeführte EuroHockey Club Champions Cup in Turnierform ausgespielt. Das ehemals als Europapokal der Landesmeister bekannte Turnier fand jedes Jahr über vier Tage zu Pfingsten statt. Es konnten sich Vertreter von fünf Ländern den Pokal sichern, dabei schnitten deutsche Clubs mit 16 Titeln am erfolgreichsten ab, gefolgt von acht Erfolgen niederländischer Teams. Rekordsieger Uhlenhorst Mülheim entschied das Turnier von 1988 bis 1996 neun Mal hintereinander für sich. Letzter Titelträger ist der Crefelder HTC durch ein 1:0 im Endspiel über das spanische Team von  Ono Atletic Terrassa. Zur Saison 2007/08 wurde der EuroHockey Club Champions Cup ähnlich wie in anderen Sportarten durch einen Wettbewerb mit bis zu drei Teilnehmern pro Land abgelöst, der Euro Hockey League.

## Austragungsmodus
Acht Mannschaften, jeweils Meister ihres Landes, spielten den Titel aus. Die teilnehmenden Länder waren diejenigen, deren Meister im Vorjahr die ersten sechs Plätze belegten, und die beiden Länder, deren Clubs ein Jahr vorher in der zweitklassigen EuroHockey Club Champions Trophy das Finale erreicht hatten. Die beiden letztplatzierten Länder des Cups stiegen in die Trophy ab. Dieselben Auf- und Abstiegsregeln gab es zur drittklassigen Challenge I und der viertklassigen Challenge II.

## Siegerliste
| Jahr | Austragungsort | Champion                       |                            |
| ---- | -------------- | ------------------------------ | -------------------------- |
| 2007 | Bloemendaal    | Crefelder HTC                  | Deutschland                |
| 2006 | Cannock        | HTC Stuttgarter Kickers        | Deutschland                |
| 2005 | Amsterdam      | Amsterdamsche H&BC             | Niederlande                |
| 2004 | Barcelona      | Real Club de Polo de Barcelona | Spanien                    |
| 2003 | Brüssel        | Reading HC                     | England                    |
| 2002 | Antwerpen      | Der Club an der Alster         | Deutschland                |
| 2001 | Bloemendaal    | HC Bloemendaal                 | Niederlande                |
| 2000 | Cannock        | Der Club an der Alster         | Deutschland                |
| 1999 | Terrassa       | HC ’s-Hertogenbosch            | Niederlande                |
| 1998 | Terrassa       | Atlètic Terrassa               | Spanien                    |
| 1997 | Amsterdam      | HGC Wassenaar                  | Niederlande                |
| 1996 | Mülheim        | HTC Uhlenhorst Mülheim         | Deutschland                |
| 1995 | Terrassa       | HTC Uhlenhorst Mülheim         | Deutschland                |
| 1994 | Bloemendaal    | HTC Uhlenhorst Mülheim         | Deutschland                |
| 1993 | Brüssel        | HTC Uhlenhorst Mülheim         | Deutschland                |
| 1992 | Amsterdam      | HTC Uhlenhorst Mülheim         | Deutschland                |
| 1991 | Wassenaar      | HTC Uhlenhorst Mülheim         | Deutschland                |
| 1990 | Frankfurt      | HTC Uhlenhorst Mülheim         | Deutschland                |
| 1989 | Mülheim        | HTC Uhlenhorst Mülheim         | Deutschland Bundesrepublik |
| 1988 | Bloemendaal    | HTC Uhlenhorst Mülheim         | Deutschland Bundesrepublik |
| 1987 | Terrassa       | HC Bloemendaal                 | Niederlande                |
| 1986 | Utrecht        | SV Kampong                     | Niederlande                |
| 1985 | Frankenthal    | Atlètic Terrassa               | Spanien                    |
| 1984 | Terrassa       | TG Frankenthal                 | Deutschland Bundesrepublik |
| 1983 | Den Haag       | Dinamo Alma-Ata                | Sowjetunion                |
| 1982 | Versailles     | Dinamo Alma-Ata                | Sowjetunion                |
| 1981 | Brüssel        | HC Klein Zwitserland           | Niederlande                |
| 1980 | Barcelona      | Slough HC                      | England                    |
| 1979 | Den Haag       | HC Klein Zwitserland           | Niederlande                |
| 1978 | Barcelona      | Southgate HC                   | England                    |
| 1977 | London         | Southgate HC                   | England                    |
| 1976 | Amsterdam      | Southgate HC                   | England                    |
| 1975 | Frankfurt      | SC Frankfurt 1880              | Deutschland Bundesrepublik |
| 1974 | Utrecht        | SC Frankfurt 1880              | Deutschland Bundesrepublik |